# دهستان فرخ‌آباد
دهستان فرخ‌آباد یکی از دهستان‌های شهرستان فردیس در استان البرز ایران است که در بخش مشکین‌دشت قرار دارد.

## جمعیت
براساس سرشماری مرکز آمار ایران در سال ۱۳۹۵، جمعیت دهستان فرخ‌آباد ۵۴۰۷ نفر (در ۱۶۷۵ خانوار) بوده‌است.